# Provincia de Caraga
La Provincia de Caraga fue una provincia del Archipiélago filipino, perteneciente al Imperio español en Asia y Oceanía (1521–1899). Una de las cuatro en que se halla establecida la división política de la isla de Mindanao , en su parte reducida a la dominación española. Hasta el año de 1847 era muy vasta su demarcación, quedando más tarde reducida al extre noroeste de la isla.

Locación de la Provincia de Caraga.

## Gobierno
Hállase á cargo de un gobernador político-militar de la clase de coronel, quien residía en Surigao, capital o cabecera de la provincia.

## Poblaciones
Surigao, 12,188 almas,  con las visitas de:
| - Taganaan o Tagana-an - Placer | - Bacuag - Gigaquit o Gigaguit. | - Dinagat - Nococ |

Cacub, 6.317 almas,  con las visitas de:
| - Dapa | - Cabuntug | - Sapao |

Cantilan, 3.659 almas.
Butuan 9.804 almas,  con las visitas de:
| - Tubay - Tabonga | - Maynit (Mainit) - Talacogon. | - Gibong - Linao | - Tingoog. |

## Demografía
En 1799 pagaba esta provincia 5,497 tributos de indios, y según sus cálculos pudiéramos decir, que por este número de tributos se descubría una población de 17.048 almas.
Siguiendo este mismo concepto los 1,357 trib. que contaba en 1755, representarían una población de 6,616 almas, pudiéndose decir en su consecuencia,  el aumento de 10,452 almas a lo largo de estos 64 años.
En 1809, según el estado de población publicado por Tomás de Coming, la población de Caraga ascendía a  19.185 almas que contribuían con 2.952 tributos.

### Año 1818
En 1818 eran 15.957 las almas de esta provincia que contribuían con 3.088 tributos, datos recogidos en un documento de mayor autoridad, no solo por lo irrecusable de su origen, Ayuntamiento de Manila, sino por la armonía en que aparece en relación con el cálculo del R. Zúñiga.

"...Si entre tanto hubo minorado en 408 el número de tributos, también se esplica con facilidad; pues cuando marchaba del modo espresado el desarrollo dé la pobl. de la prov., que todavía no estaba en el caso de acrecer sus trib., sufrieran estos la espresada baja en fuerza de las diferentes razones antes consideradas, sustrayéndose unos de los empadronamientos con trasladarse de un punto á otro para ejercer su industria, o remontándose por las diferentes causas, que muchas veces impulsan á los indios para verificarlo, y también pudo influir en esto la constante baja que en los esforzados Caragueños ocasionan los combates que sostienen con los moros, cuya baja suele afectar principalmente á la parte mas florida, que es la que acude á enfrenar sus acometidas, cubriendo a sus familias del peligro que ellos arrostran..."
Buzeta y Bravo, Tomo 1, 514 CAR

## Historia
Fue la primera tierra que pisaron los españoles en el archipiélago, y el primer confederado que tuvieron en Filipinas. El domingo de Pascua de Resurrección del año 1521 se celebró la primera Misa en el Archipiélago: 

"...El domingo de Pascua de Resurrección del año 1521 estaba Magallanes en Ruluan; mandó celebrar en tierra el Santo Sacrificio de la misa, y colocó una cruz en un montecillo cerca de la playa. Los naturales asistieron á estas funciones y le permitieron lomar posesión del pais en nombre de la corona de Castilla; después de esto salió para Cebú, y los butuanos se han mantenido siempre fieles al rey de España y á la religión que recibieron de los misioneros..."
Buzeta y Bravo, Tomo 1, 506 CAR

El 27 de febrero de 1817  queda formado un distrito especial en la parte meridional de esta provincia,  antecedente de la provincia de Nueva Guipúzcoa que fue creada en esta parte por Decreto de 29 de febrero de 1850.
El 27 de febrero de 1847 fue segregada de esta provincia su parte meridional con los pueblos de Tanda o Tandag , Tago, Lianga, Misión de San Juan, Bislig o Bislic, Jinatuan, Catéelo Catel, Quinablangan , Dapa, Baganga, con las diferentes visitas de cada uno de estos.
De este modo queda reducida al extremo septentrional de lo que antes le había pertenecido, parte donde tenía sus pueblos mejores y menos espuestos á las acometidas de los piratas.
En 1858  esta provincia pasó a convertirse en el Distrito 3º de Surigao, su capital era el pueblo de Surigao e incluía la  Comandancia de Butuan.